# Jelle Klaasen
Jelle Klaasen (Alphen (Noord-Brabant), 17 oktober 1984) is een Nederlands darter die uitkomt voor de PDC.

## Professionele carrière

### BDO-carrière
In 2006 wist Klaasen als qualifier Lakeside te winnen door in de finale landgenoot Raymond van Barneveld te verslaan. Op weg naar de finale versloeg hij tevens nummer een van de wereld Mervyn King. Hiermee werd Klaasen de jongste (21 jaar en 90 dagen) wereldkampioen darts ooit. In de Nederlandse media werd Klaasen sinds dit toernooi Snelle Jelle genoemd. Mastercaller Martin Fitzmaurice gaf hem destijds de bijnaam The Young Matador.
Voor het Lakeside-toernooi van 2007 kreeg Klaasen een ongeplaatste status bij de loting, vanwege zijn matige prestaties voorafgaand aan het toernooi. Hiermee werd hij in de eerste ronde gekoppeld aan landgenoot Co Stompé, die met 3-0 te sterk was.
Op 14 januari 2007 stapte Klaasen over naar de PDC.

### PDC-carrière

#### 2007

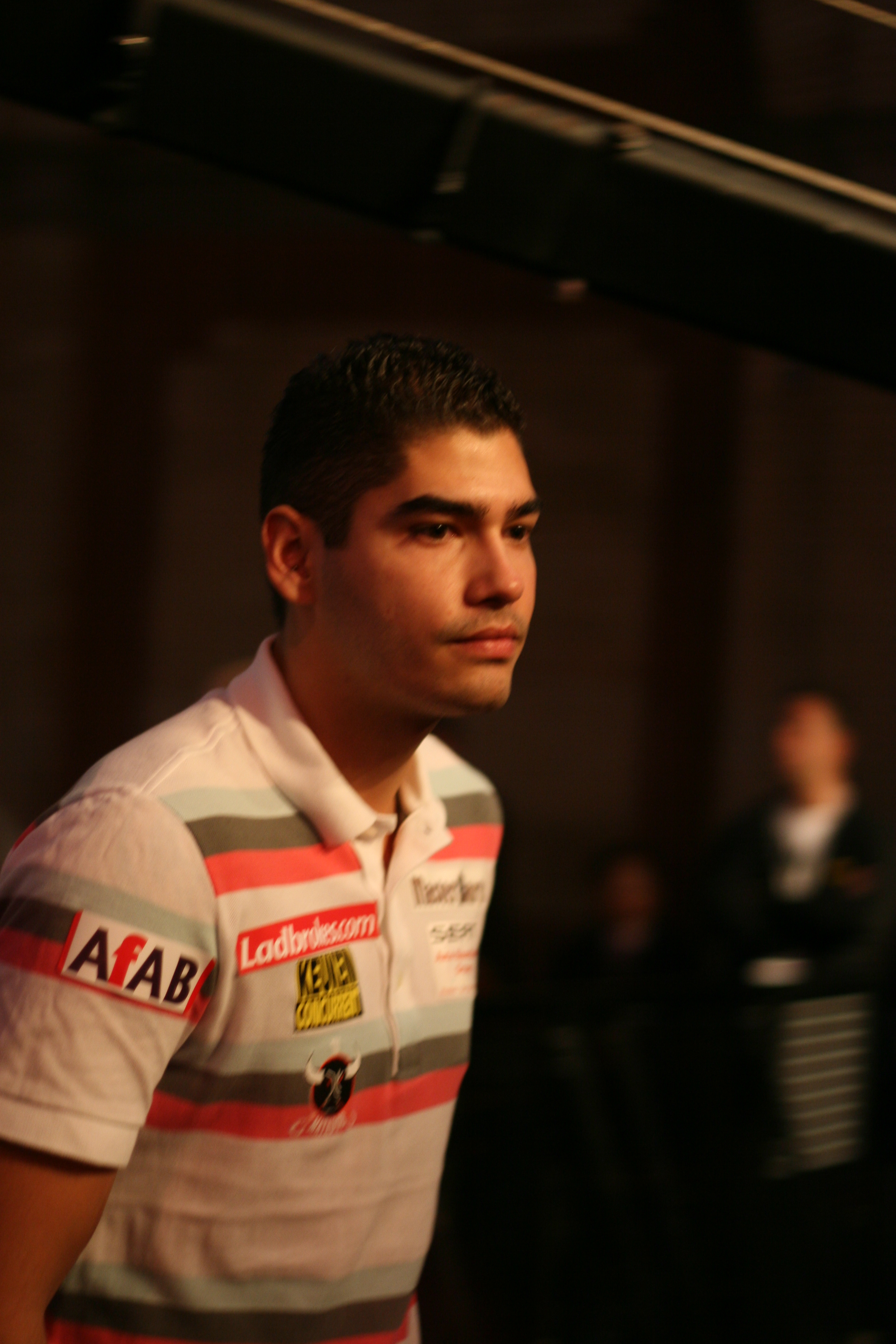
Klaasen in 2007

Klaasen kende een moeizame start bij de PDC. Op de Pro Tour kwam Klaasen nauwelijks tot aansprekende resultaten, waardoor hij veel televisietoernooien misliep. Op de UK Open, waar hij zich wel voor wist te kwalificeren, werd hij bij de laatste 64 uitgeschakeld. In november won Klaasen onverwachts een vloertoernooi. Daarnaast speelde hij de Grand Slam of Darts, waarvoor hij nog werd uitgenodigd op basis van zijn overwinning op Lakeside. Nadat Klaasen de poule door was gekomen, werd hij in de kwartfinale uitgeschakeld. Dankzij zijn overwinning in november wist Klaasen zich nog te kwalificeren voor het WK. In de eerste ronde was landgenoot Vincent van der Voort met 3-2 te sterk voor Klaasen.

#### 2008
Ook in 2008 boekte Klaasen geen goede resultaten op de Pro Tour, waardoor opnieuw veel grote toernooien werden misgelopen. Op de UK Open kwam hij wel tot de laatste 16, waarin werd verloren van Van der Voort. Ook op het EK kwam Klaasen tot de laatste 16. Klaasen wist zich ook te kwalificeren voor het WK van 2009. Hij maakte op dit toernooi indruk door van Colin Lloyd, Jan van der Rassel en Andy Hamilton te winnen. In de kwartfinale was Raymond van Barneveld met 5-1 te sterk.

#### 2009
Klaasen kreeg in januari 2009 een van de twee wildcards waarmee hij mocht deelnemen aan de Premier League Darts. Hier wist hij weinig indruk te maken en eindigde als zevende. Verder kwam Klaasen op de UK Open tot de laatste 32. Klaasen wist zich daarnaast voor het eerst te kwalificeren voor de World Matchplay, waar hij in de eerste ronde werd verslagen. Op het EK was Klaasen succesvol door de halve finale te halen. Hierin verloor hij met 11-3 van Phil Taylor. Het WK verliep teleurstellend. Klaasen werd in de eerste ronde uitgeschakeld door Barrie Bates.

#### 2012
In 2012 werd Klaasen veroordeeld tot een taakstraf van zestien uur en een boete van bijna vierhonderd euro wegens het versturen van naaktfoto's naar een minderjarig, verstandelijk beperkt meisje. Later bleek het slachtoffer een nichtje van Van Gerwens vrouw Daphne te zijn. Hiervoor werd hij door de Nederlandse dartbond tijdelijk geschorst.

#### 2013
In 2013 bereikte hij de laatste zestien van de UK Open en de kwartfinale van het European Darts Championship. Op de World Matchplay verloor hij in de eerste ronde van Simon Whitlock.
Klaasen speelt vanaf het PDC-wereldkampioenschap van 2014 onder de nieuwe bijnaam The Cobra. In de eerste ronde van dat wereldkampioenschap verloor Klaasen met 3-1 van Jamie Caven.

#### 2015
In 2015 zette Klaasen zijn goede lijn door. Zo won Klaasen in korte tijd twee Players Championships, die ook wel bekendstaan als vloertoernooien. Dit waren zijn eerste overwinningen sinds 2007. Ook op de tv-toernooien boekte Klaasen goede resultaten. Zo wist hij zowel op de World Grand Prix als op het EK de kwartfinale te bereiken. Klaasen zette deze goede lijn door naar het WK. Na overwinningen op Joe Cullen (3-0) in de eerste ronde en Mervyn King (4-2) in de tweede ronde, schakelde hij in de derde ronde zestienvoudig wereldkampioen Phil Taylor (4-3) uit. In de kwartfinale versloeg hij Alan Norris (5-4). In de halve finale verloor Klaasen uiteindelijk van wereldkampioen Gary Anderson (0-6).

#### 2016
Op de UK Open boekte Klaasen onder meer overwinningen op Adrian Lewis en Kyle Anderson om de halve finale te bereiken. In de halve eindstrijd verloor Klaasen met 10-5 van Peter Wright.

#### 2017
Klaasen was als tiende geplaatst op het PDC World Darts Championship 2017. Hij trof in de eerste ronde landgenoot Jeffrey de Graaf, die hij met 3-1 versloeg. In de tweede ronde won hij met 4-0 van Brendan Dolan. De derde ronde bleek het eindstation voor 'The Cobra'. Hij had last van een blessure en kwam nooit echt goed in de wedstrijd tegen de als zevende geplaatste Dave Chisnall, die met 4-2 won.
Klaasen werd op 2 januari 2017 aangewezen voor deelname aan de Premier League Darts 2017, zijn tweede deelname aan het toernooi.

#### 2022
Nadat hij voorgaand seizoen buiten de top-64 van de wereld was gevallen, moest Klaasen in 2022 naar de Q-school om zijn PDC-tourkaart terug te winnen. Dit lukte hem echter niet. In december 2022 besloten dartleverancier Unicorn en Klaasen uit elkaar te gaan.

#### 2024
In januari 2024 nam Klaasen deel aan Q-School. Op de tweede dag kroonde hij zich tot dagwinnaar. Zo bemachtigde hij een Tour Card en daarmee toegang tot het professionele circuit. Klaasen versloeg achtereenvolgens Jeffrey de Graaf, Alexander Mašek, Nicolas Thuillier, Michele Turetta, Gilbert van der Meijden en Jules van Dongen, waarop hij in de finale Benjamin Drue Reus passeerde met 6-5.

#### 2025
Op 17 februari haalde Klaasen in het Autotron te Rosmalen de finale van Players Championship 3. Hij versloeg Ryan Joyce, Kevin Burness, Tytus Kanik, Mickey Mansell, Rob Cross en Nick Kenny. Chris Dobey passeerde Klaasen met een uitslag van 8-4 in de finale.

### WDF-carrière
In juni 2022 wist Klaasen bij dartsbond WDF het Dutch Darts Open te winnen. In de finale versloeg hij Mark Barilli met 3-0.

## Prestatietabel

### PDC toernooien
| Major-toernooien             | 2007 | 2008 | 2009 | 2010 | 2011 | 2012 | 2013 | 2014 | 2015 | 2016 | 2017 | 2018 |
| ---------------------------- | ---- | ---- | ---- | ---- | ---- | ---- | ---- | ---- | ---- | ---- | ---- | ---- |
| PDC World Darts Championship | GD   | 1R   | KF   | 1R   | 1R   | 2R   | GD   | 1R   | 2R   | HF   | 3R   | 1R   |
| The Masters                  | NG   | NG   | NG   | NG   | NG   | NG   | GD   | GD   | GD   | 1R   | 1R   | GD   |
| US Open                      | 3R   | 3R   | 3R   | HF   | NG   | NG   | NG   | NG   | NG   | NG   | GD   |      |
| UK Open                      | 4R   | 5R   | 4R   | 4R   | 1R   | 3R   | 5R   | 3R   | 4R   | HF   | 4R   | 3R   |
| Premier League Darts         | GD   | GD   | RR   | GD   | GD   | GD   | GD   | GD   | GD   | GD   | RR   | GD   |
| World Cup of Darts           | NG   | NG   | NG   | GD   | GD   | GD   | GD   | GD   | GD   | GD   | GD   | GD   |
| World Matchplay              | GD   | GD   | 1R   | KF   | GD   | GD   | 1R   | GD   | 1R   | 1R   | 1R   | 1R   |
| World Grand Prix             | GD   | GD   | GD   | GD   | GD   | GD   | 1R   | GD   | KF   | 1R   | 1R   |      |
| European Darts Championship  | NG   | 2R   | HF   | 2R   | 1R   | GD   | KF   | KF   | KF   | KF   | 2R   | 1R   |
| Grand Slam of Darts          | KF   | GD   | GD   | GD   | GD   | GD   | GD   | GD   | 1R   | GD   | GD   |      |
| Players Championship Finals  | NG   | NG   | GD   | 2R   | GD   | GD   | 2R   | 2R   | 1R   | 3R   | 2R   |      |
| World Series of Darts Finals | NG   | NG   | NG   | NG   | NG   | NG   | NG   | NG   | GD   | 1R   | 1R   |      |

| Prestatietijdlijn legenda | Prestatietijdlijn legenda   | Prestatietijdlijn legenda | Prestatietijdlijn legenda                                                          | Prestatietijdlijn legenda | Prestatietijdlijn legenda |
| ------------------------- | --------------------------- | ------------------------- | ---------------------------------------------------------------------------------- | ------------------------- | ------------------------- |
| NG GD                     | Niet gehouden Geen deelname | #R                        | Verlies in een ronde voor de kwartfinales (WR = Wildcardronde, RR = "Round robin") | KF                        | Verlies in de kwartfinale |
| HF                        | Verlies in de halve finale  | F                         | Verlies in de finale                                                               | W                         | Wint het toernooi         |

## Resultaten op Wereldkampioenschappen

### BDO
- 2006: Winnaar (gewonnen in de finale van Raymond van Barneveld met 7-5)
- 2007: Laatste 32 (verloren van Co Stompé met 0-3)

### PDC
- 2008: Laatste 64 (verloren van Vincent van der Voort met 2-3)
- 2009: Kwartfinale (verloren van Raymond van Barneveld met 1-5)
- 2010: Laatste 64 (verloren van Barrie Bates met 1-3)
- 2011: Laatste 64 (verloren van  Steve Brown met 1-3)
- 2012: Laatste 32 (verloren van James Wade met 0-4)
- 2014: Laatste 64 (verloren van Jamie Caven met 1-3)
- 2015: Laatste 32 (verloren van Gary Anderson met 3-4)
- 2016: Halve finale (verloren van Gary Anderson met 0-6)
- 2017: Laatste 16 (verloren van Dave Chisnall met 2-4)
- 2018: Laatste 64 (verloren van Jan Dekker met 1-3)
- 2019: Laatste 64 (verloren van Keegan Brown met 1-3)
- 2020: Laatste 64 (verloren van Michael van Gerwen met 1-3)

### WDF

#### World Championship
- 2023: Halve finale (verloren van Chris Landman met 3-5)

#### World Cup
- 2023: Laatste 64 (verloren van James Hurrell met 1-4)

## Resultaten op de World Matchplay
- 2009: Laatste 32 (verloren van Ronnie Baxter met 8-10)
- 2010: Kwartfinale (verloren van Simon Whitlock met 8-16)
- 2013: Laatste 32 (verloren van Simon Whitlock met 8-10)
- 2015: Laatste 32 (verloren van Simon Whitlock met 4-10)
- 2016: Laatste 32 (verloren van Steve Beaton met 6-10)
- 2017: Laatste 32 (verloren van Justin Pipe met 5-10)
- 2018: Laatste 32 (verloren van Peter Wright met 5-10)

## Trivia
Klaasen was regelmatig aanwezig in het tv-programma RTL 7 Darts als analist.